# Дамгор, Микаэль
Михаэль Дамгор (дат. Michael Damgaard; род. 18 марта 1990) — датский гандболист, выступает за немецкий клуб Магдебург и сборную Дании. Олимпийский чемпион 2016.

## Карьера
Клубная
Михаэль Дамгор играл в клубах Юдун Гандбол, Свендборг, Хольстебро. В Хольстебро Михаэль Дамгор помогал завоевать бронзовые медали в чемпионате Дании 2012 и 2014 года, а также Михаэль Дамгор помог Хольстебро выиграть в кубке ЕГФ в 2013 году бронзовые медали. В 2015 году Михаэль Дамгор перешёл в немецкий клуб Магдебург, которому помог выиграть кубок Германии в сезоне 2015/16.
В сборной
Михаэль Дамгор выступает за сборную Дании с 2013 года. Дебют Михаэля Дамгора в сборной Дании состоялся 5 апреля 2013 года. Всего за сборную Михаэль Дамгор сыграл 40 матча и забил 94 гола.

## Титулы
- Чемпион летних Олимпийских игр: 2016

## Статистика
Статистика Михаэля Дамгора в сезоне 2018/19 указана на 12.6.2019.
| Сезон          | Клуб      | Лига       | Матчи | Голы | 7-метр | Голы |
| -------------- | --------- | ---------- | ----- | ---- | ------ | ---- |
| 2015/16        | Магдебург | Бундеслига | 30    | 155  | 0      | 155  |
| 2016/17        | Магдебург | Бундеслига | 34    | 173  | 0      | 173  |
| 2017/18        | Магдебург | Бундеслига | 31    | 171  | 0      | 171  |
| 2018/19        | Магдебург | Бундеслига | 33    | 136  | 0      | 136  |
| 2015 — по н.в. | Итого     | Бундеслига | 128   | 635  | 0      | 635  |